# Newsteadia smetanai
Newsteadia smetanai är en insektsart som beskrevs av Konczne Benedicty och Kozár in Kozár et al. 2002. Newsteadia smetanai ingår i släktet Newsteadia och familjen vaxsköldlöss.
Artens utbredningsområde är Nepal. Inga underarter finns listade i Catalogue of Life.